# Stjärnklöver
Stjärnklöver (Trifolium stellatum) är en ärtväxtart som beskrevs av Carl von Linné. Enligt Catalogue of Life ingår Stjärnklöver i släktet klövrar och familjen ärtväxter, men enligt Dyntaxa är tillhörigheten istället släktet klövrar och familjen ärtväxter. Arten förekommer tillfälligt i Sverige, men reproducerar sig inte. Utöver nominatformen finns också underarten T. s. xanthinum.
Kronbladen är vita.

## Bildgalleri

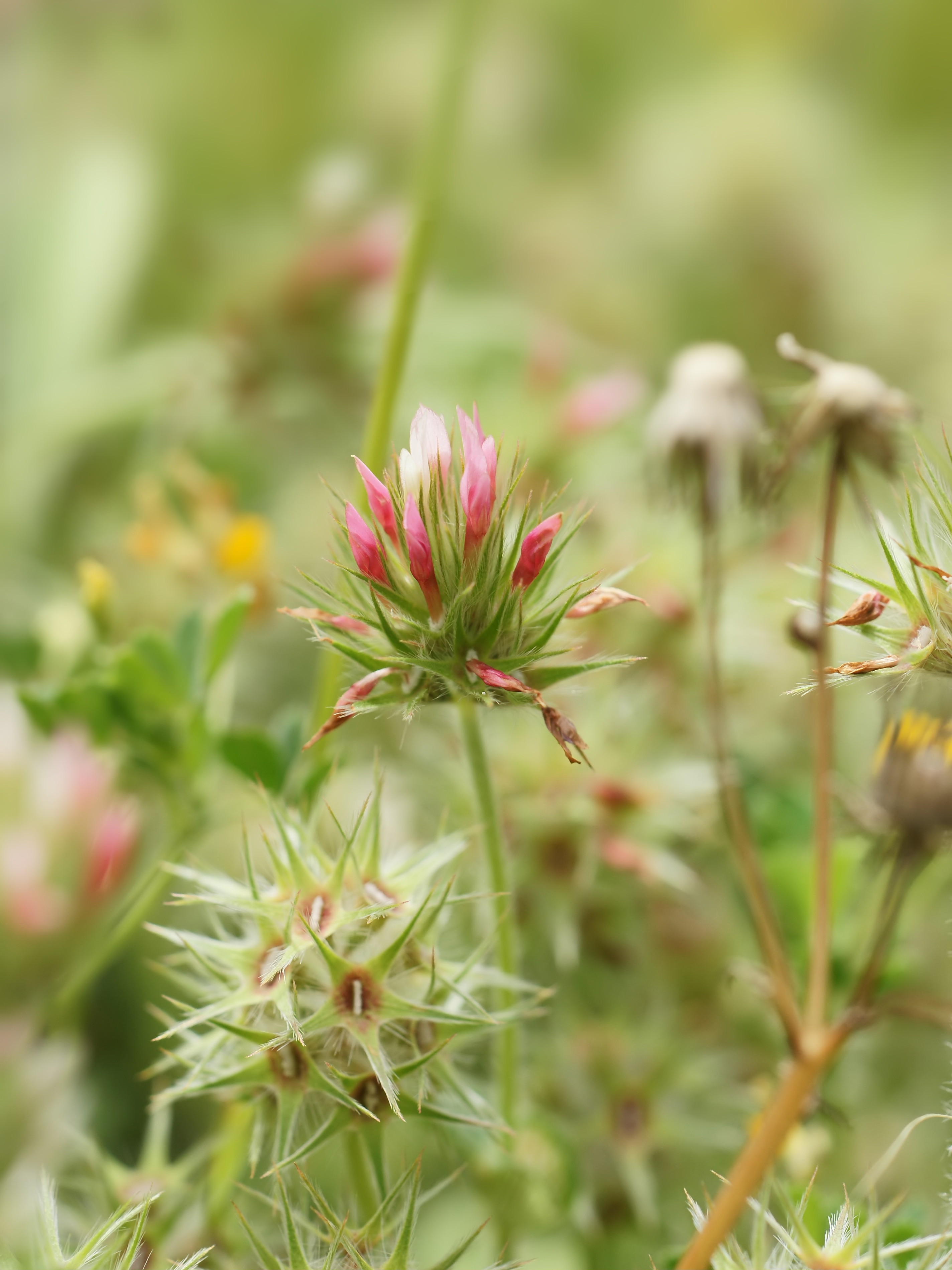
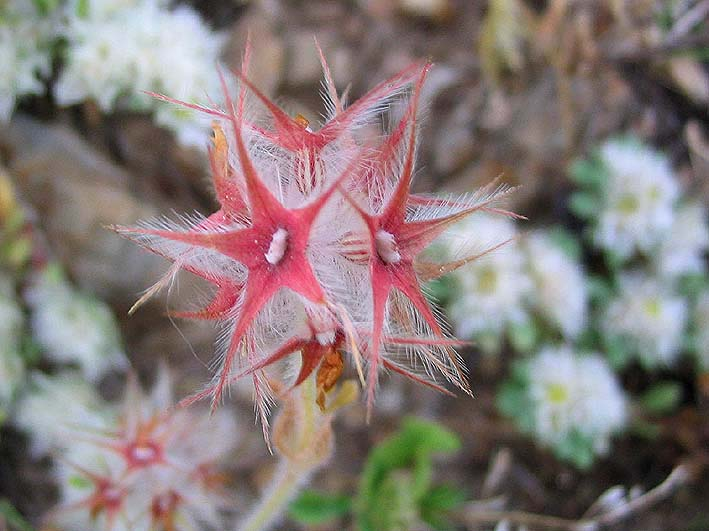
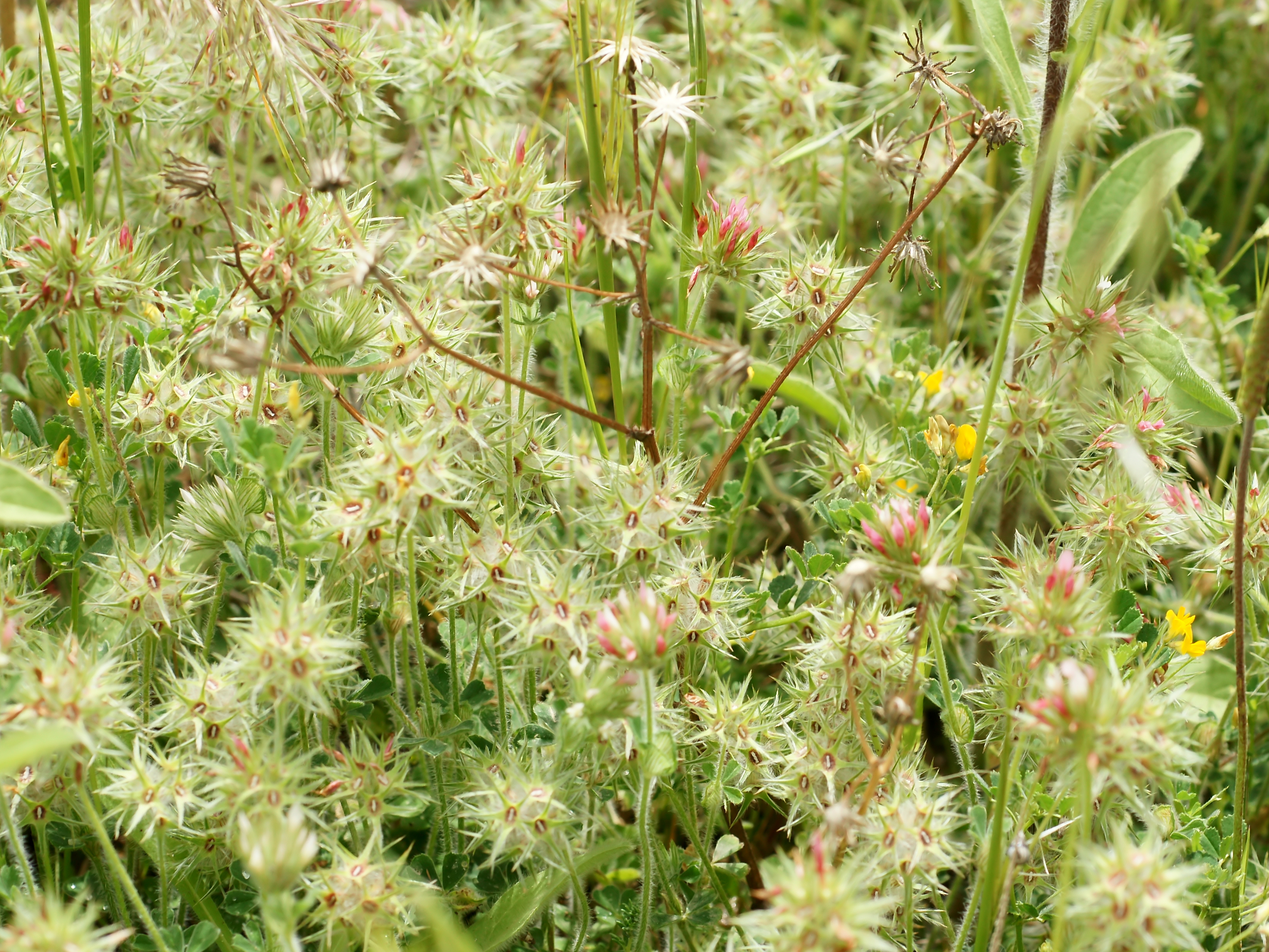
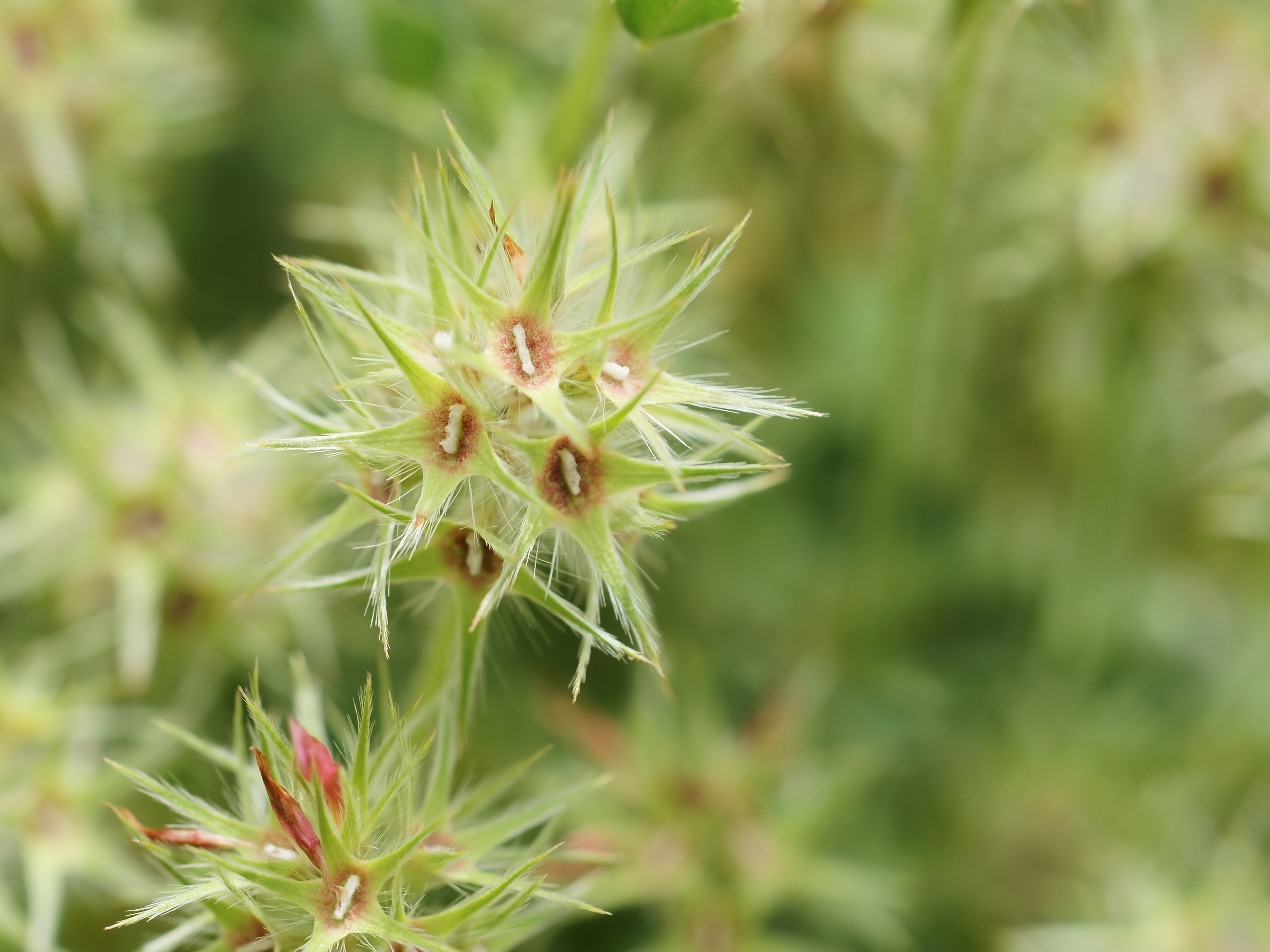
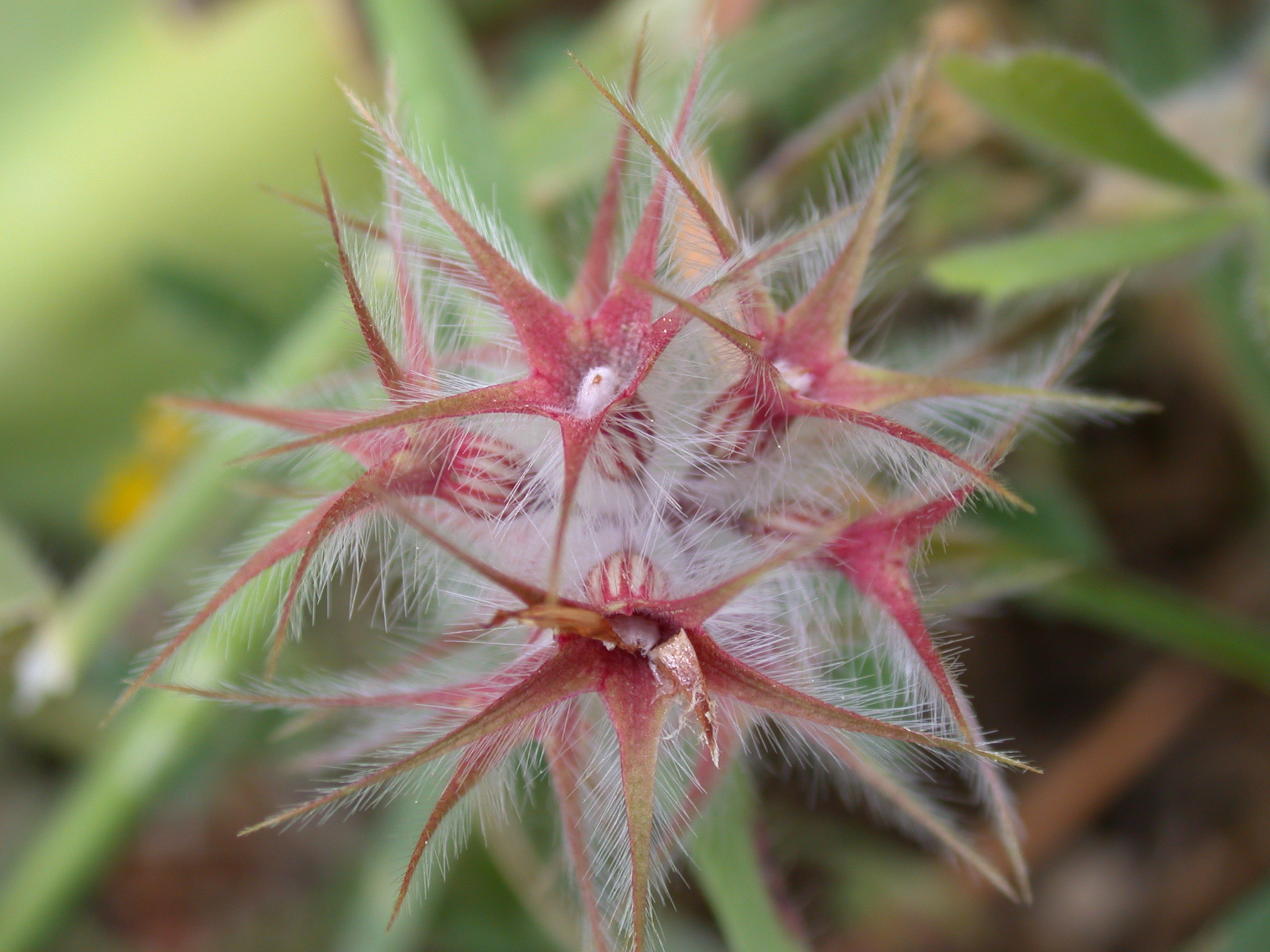
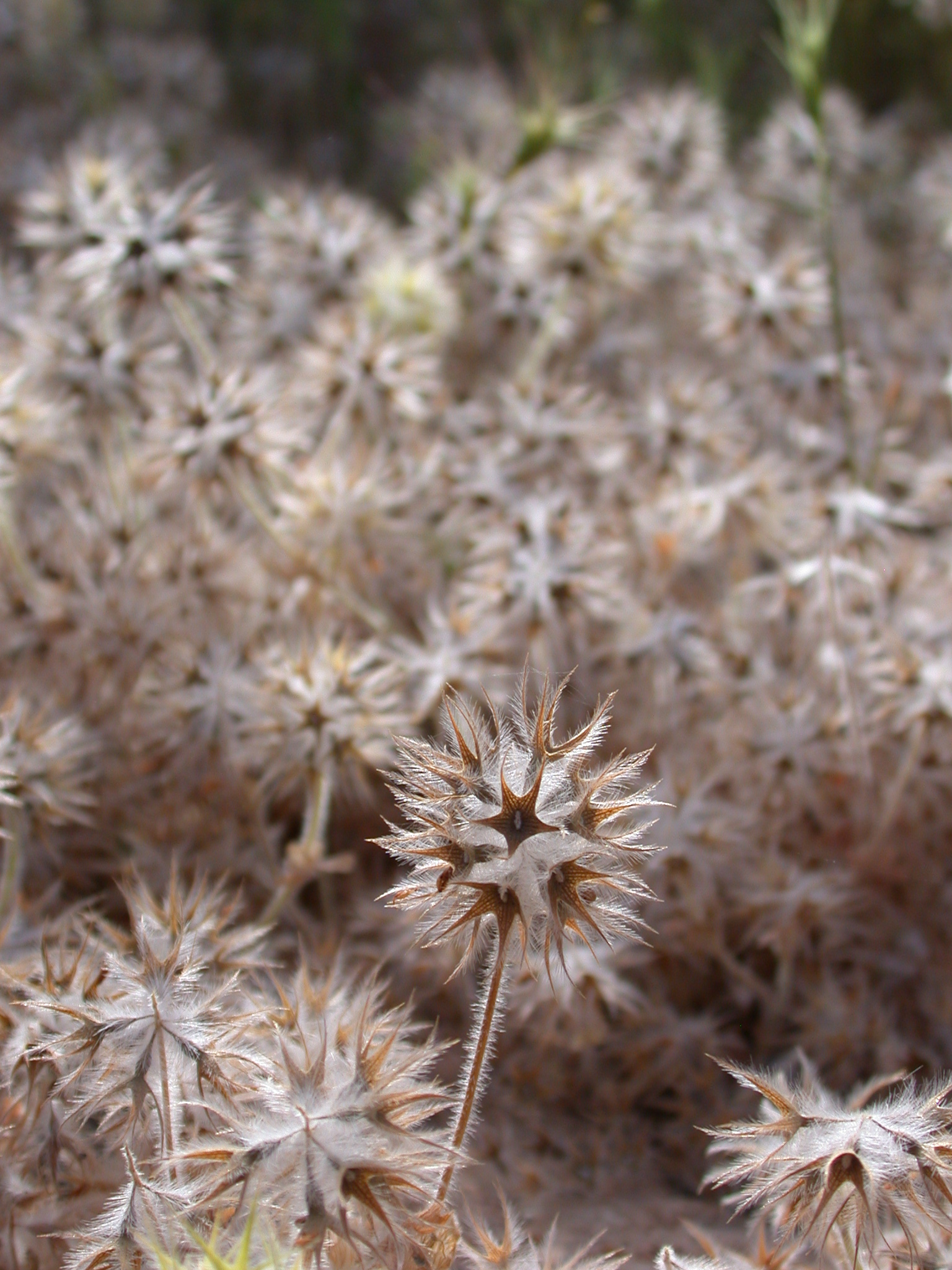